# ラーメン (骨組)

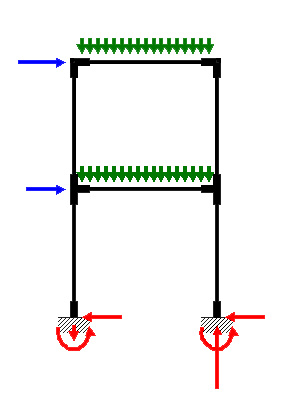
このラーメンで緑色は鉛直荷重、青色は水平荷重、赤色は反力を表す。

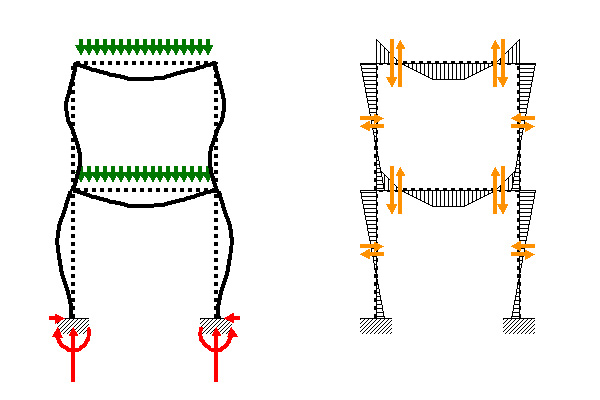
鉛直荷重時のラーメンの変形状態（左）と応力図（右）

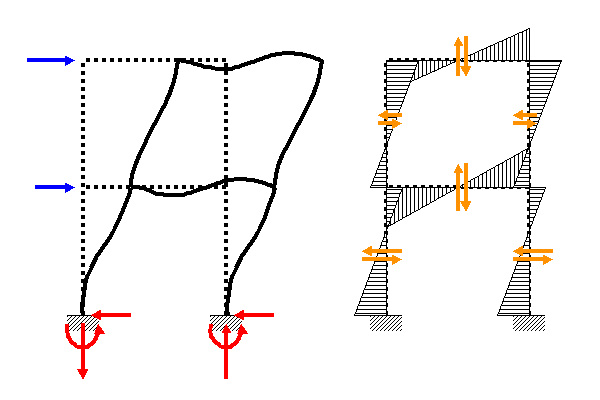
水平荷重時のラーメンの変形状態（左）と応力図（右）

ラーメン (独: Rahmen) とは、構造形式のひとつで、長方形に組まれた骨組み（部材）の各接合箇所を剛接合したものをいう。ドイツ語で「額縁」の意。建築・土木構造の分野では、柱が梁と剛接合している構造をラーメン構造という。

## 概要
ラーメンは長方形の角部が剛接合されていて、外力により部材に発生した曲げモーメントは接合部材に伝達しながら全体の部材で強度を構成する。部材に平行な荷重（建物では地震や風などによる横からの力）がかかった場合でも、接合部で抗力を発生して筋交い構造を不要とする一方、接合部に高い強度が要求される。不静定構造であることから、一部が破壊しても応力の再分配が行われて崩壊することはなく、多くの箇所に破壊が生じたときに崩壊に至る。この性質を最大限に発揮するには、柱より梁が先に破壊するようにすること、破壊モードは曲げ破壊のみとし、せん断破壊を許さないことなどが重要である。
比較される構造概念として、各部材の接合部がピン接合されたトラスや、部材を線ではなく面ととらえる壁式構造、曲げモーメントを圧縮力に変換するアーチ構造などが挙げられる。

### 建築分野におけるラーメン構造
ラーメン構造は、近代建築における最も一般的な構造形式である。構造材別に見ると、鉄骨造（S造）、鉄筋コンクリート造（RC造）、鉄骨鉄筋コンクリート造（SRC造）の建築物の多くに採用されている。ラーメン構造が現在のように一般的な形式となったのは、建築史的視点から見ると、20世紀に入ってからのことであり、上記に挙げた建築材料、すなわち鉄とコンクリートの普及とラーメン構造の普及は切っても切れない関係にある。
歴史的な蓄積も多く、信頼性が非常に高い。事務所ビルや中層集合住宅などには柱間を6 - 8mにしたものがもっともコスト効率のよいものとされ、経済スパンとも呼ばれている。
特徴
基本的にはブレースや耐震壁が不要であるため、間仕切りのない、広々とした空間を作ることができる。
荷重に対しては、主に柱と梁の曲げによって抵抗するため、柱と梁は非常に太いものとなる。一般的な柱の寸法は、鉄骨造で300mm角 - 900mm角程度、鉄筋コンクリート造で600mm角 - 1200mm角程度となる。
荷重による部材の変形は、曲げ変形が支配的であり、せん断変形・軸方向変形はほとんど発生しない。
地震荷重・風荷重に対しての変形量は、壁式構造などに比べて大きくなる。しかし、大変形時においても粘り強く抵抗する特性がある。ただし、大変形に追従できない建具類や仕上げ材が損傷を受けることが多い。
木造の場合
木造においては、部材同士を剛強に接合することが困難である（接合部に金物を用いたとしても、金物が木材にめり込みやすく、完全な剛接合を作ることは難しい）。しかし、近年ドリフトピン工法の普及に伴い、木質建築物においてもラーメン構造が可能となった。ラグスクリューボルトによる門型ラーメン構法がその代表例である。

### 土木分野におけるラーメン構造
土構造物、河川・海洋構造物なども含み、いわゆるインフラ整備全般を対象とする土木分野においては、一部の鋼構造・コンクリート構造について、あえて静定構造物と区別する際にラーメンの呼称が用いられる。代表的なものとして、橋梁の上部構造において、ピン支点である支承を設けずに剛結構造としたラーメン橋がある。そのほか、橋梁下部構造においては、単柱形式の橋脚が一点固定の静定構造であるのに対し、不静定構造である門型橋脚を「ラーメン橋脚」と称して区別することがある。

## 構造計算方法
ラーメン構造の構造計算は複雑である。そのため、次のような方法が用いられる。
- 不静定次数が非常に高いため、手計算による計算は困難である（非常に高次な連立方程式を解かなければならない）。そのため、手計算の場合、近似的な解を求める方法として、固定モーメント法やD値法がよく用いられる。
- コンピュータを用いた計算では、マトリックス変位法を用いることによって、すべての節点の変位とすべての部材の応力を正確に求めることができる。これは、市販の構造計算ソフトによって行うことができる。